# Cap d'Heraclea
El Cap d'Heraclea és el retrat d'un probable sàtrapa aquemènida d'Àsia Menor de finals del segle vi abans de la nostra era, trobat a Heraclea Pòntica, a Bitínia, a l'actual Turquia. El cap es troba actualment en el Museu de les Civilitzacions d'Anatòlia d'Ankara.

## Descripció
L'home representat en l'escultura devia ser un sàtrapa durant el regnat del rei aquemènida Darios el Gran. L'home al servei de l'Imperi aquemènida és barbut i bigotut, però segurament era grec d'Àsia Menor i no pas persa. L'estàtua és de marbre, i la devia fer un escultor grec. Ha ha estat datada del c. 530 abans de la nostra era, o si més no en l'època arcaica.
Es considera un antic intent de retrat realista. Aquest retrat d'estil purament grec oriental és un dels dos precursors coneguts de retrats grecs existents, juntament amb el Cap de Sabouroff, de la mateixa època. Aquests retrats quasi reals permeten donar una data per al retrat primitiu molt anterior a la que es pensava. Es considera que el primer retrat veritablement d'un individu és el de Temístocles, de l'any 470 abans de la nostra era. També en numismàtica, els primers retrats de governants apareixen amb les monedes de Temístocles com a governant de Magnèsia del Meandre, i continuen amb els propers governants de Lícia cap a la fi del segle v abans de la nostra era. El Cap d'Heraclea és també un indicador de la representació dels sàtrapes de llavors. En concret, el general atenés proscrit Temístocles, que arribà a ser sàtrapa aquemènida a Magnèsia del Meandre, apareix amb un bonet cenyit amb corona d'olivera en algunes monedes (cap al 465-459 ae). És possible que hi reflectisca els tocats dels sàtrapes aquemènides, com el del Cap d'Heraclea.

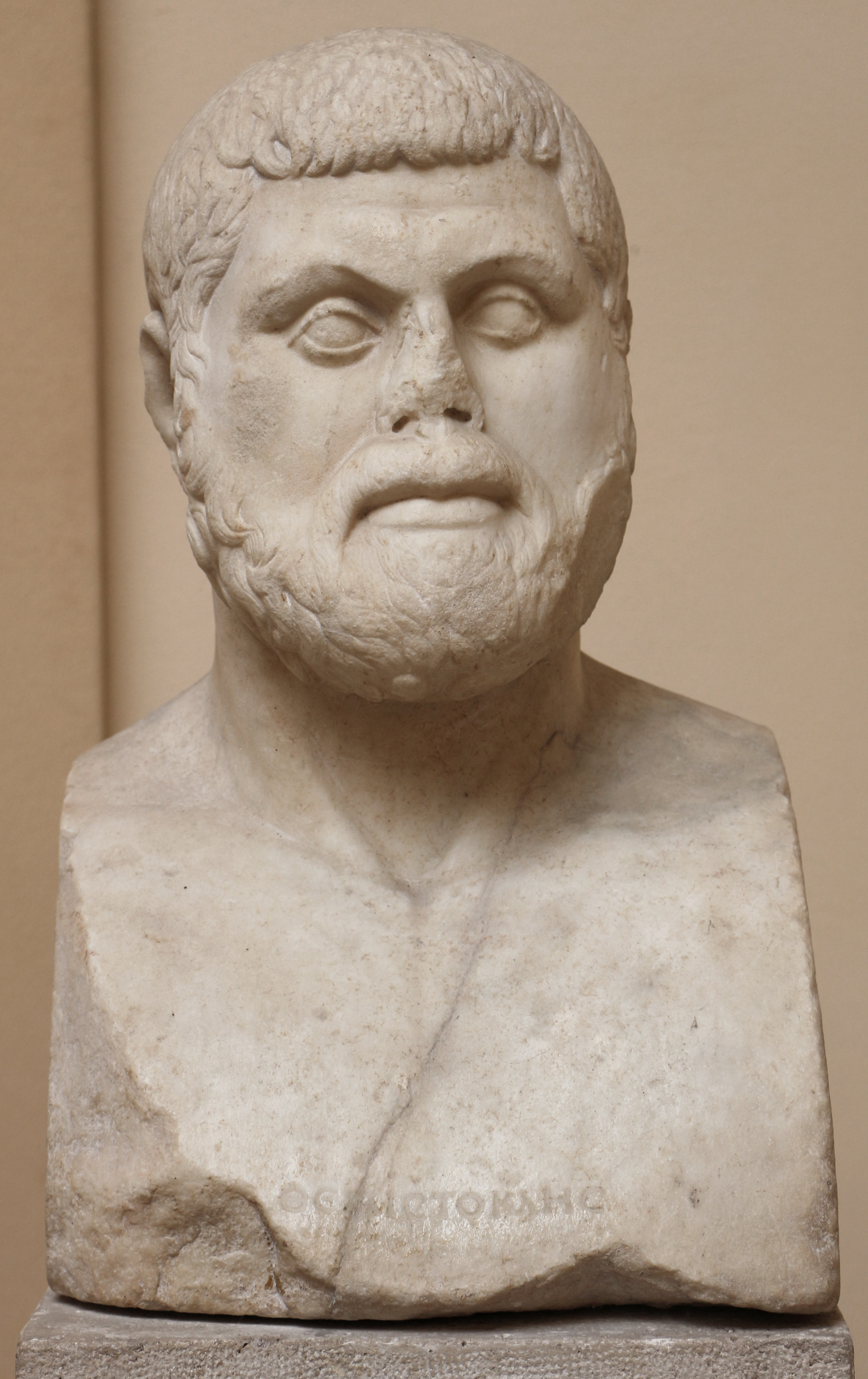
Bust d'època romana de Temístocles en estil sever,[5] basat en un original grec, en el Museu Arqueològic d'Òstia, Roma. L'original perdut d'aquest bust, datat del 470 ae, ha estat descrit com «el primer retrat realista d'un individu europeu».
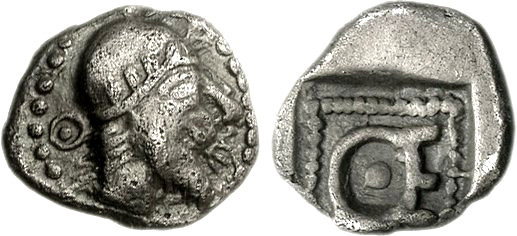
Hemiòbol de Temístocles tocat amb corona d'olivera